# Pozwolenie na budowę

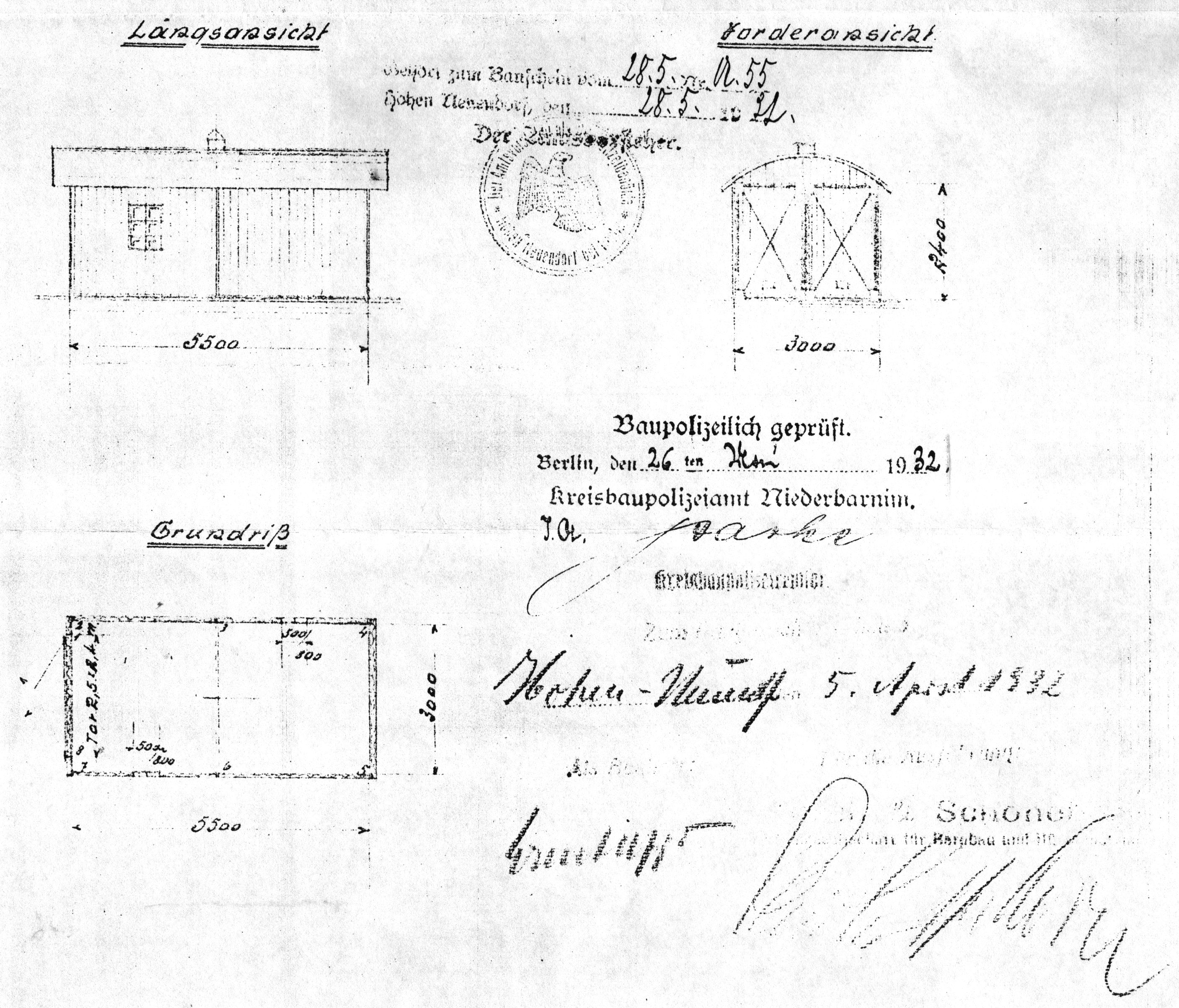
Pozwolenie na budowę z 1932 roku

Pozwolenie na budowę – decyzja administracyjna wydawana przez właściwe organy administracji architektoniczno-budowlanej, którymi są starostowie, wojewodowie oraz Główny Inspektor Nadzoru Budowlanego, zezwalająca na rozpoczęcie i prowadzenie budowy lub wykonywanie robót budowlanych innych niż budowa obiektu budowlanego (art. 3 pkt 12 Prawa budowlanego (Dz.U. z 2021 r. poz. 2351)).
Wbrew literalnemu zapisowi w powyższej definicji ustawowej, otrzymanie pozwolenia na budowę nie wystarcza do rozpoczęcia robót budowlanych. Po pierwsze przedmiotowa decyzja administracyjna musi stać się zgodnie z Prawem budowlanym decyzją ostateczną w rozumieniu Kodeksu postępowania administracyjnego. Po drugie co najmniej na siedem dni przed rozpoczęciem robót należy zawiadomić organy nadzoru budowlanego o zamiarze rozpoczęcia tych robót w określonym terminie, a roboty można rozpocząć jeżeli organ ten nie wniesie sprzeciwu.
Pozwolenie na budowę powinno być wydawane w terminie ustalonym przez kodeks postępowania administracyjnego, czyli bez zbędnej zwłoki. W przypadku spraw wymagających postępowania wyjaśniającego nie później niż w ciągu miesiąca, a w sprawach szczególnie skomplikowanych – nie później niż w ciągu dwóch miesięcy. W praktyce terminy te są nagminnie naruszane.
Według Polskiego Związku Firm Deweloperskich 95% decyzji o warunkach zabudowy jest wydawanych z przekroczeniem ustawowego terminu, a 52% z przekroczeniem go o ponad rok. Uzyskanie pozwolenia na budowę trwa średnio 311 dni i składa się z 32 różnych procedur urzędowych. Niekiedy w trakcie oczekiwania na pozwolenie zmienia się prawo i procedura jest rozpoczynana od początku. Skutkiem pośrednim tej patologii są duże opóźnienia w budowie nowych mieszkań, stosunkowo niska na tle Europy ich podaż i wysokie ceny metra kwadratowego w stosunku do zarobków.